# Race of Champions 1971
Race of Champions 1971 je bila neprvenstvena dirka Formule 1 v sezoni 1971. Odvijala se je 21. marca 1971 na dirkališču Brands Hatch.

## Rezultati

### Dirka
| Poz | Št | Dirkač             | Moštvo                                   | Konstruktor           | Krogi | Čas/Odstop        | Št. m. |
| --- | -- | ------------------ | ---------------------------------------- | --------------------- | ----- | ----------------- | ------ |
| 1   | 5  | Clay Regazzoni     | Scuderia Ferrari                         | Ferrari               | 50    | 1:13:35,0         | 3      |
| 2   | 17 | Jackie Stewart     | Tyrrell Racing Organisation              | Tyrrell-Cosworth      | 50    | + 23,6 s          | 1      |
| 3   | 16 | John Surtees       | Team Surtees Ltd                         | Surtees-Cosworth      | 49    | +1 krog           | 6      |
| 4   | 2  | Tim Schenken       | Motor Racing Developments Ltd            | Brabham-Cosworth      | 48    | +2 kroga          | 9      |
| 5   | 4  | Howden Ganley      | BRM Ltd                                  | BRM                   | 48    | +2 kroga          | 10     |
| 6   | 14 | Ray Allen          | Frank Williams Racing Cars               | March-Cosworth        | 48    | +2 kroga          | 12     |
| 7   | 3  | John Miles         | BRM Ltd                                  | BRM                   | 48    | +2 kroga          | 5      |
| Ods | 7  | Reine Wisell       | Team Lotus Ltd                           | Lotus-Cosworth        | 44    | Motor             | 8      |
| Ods | 10 | Peter Gethin       | Bruce McLaren Motor Racing Ltd           | McLaren-Cosworth      | 38    | Puščanje vode     | 11     |
| Ods | 1  | Graham Hill        | Motor Racing Developments Ltd            | Brabham-Cosworth      | 35    | Motor             | 4      |
| Ods | 9  | Denny Hulme        | Bruce McLaren Motor Racing Ltd           | McLaren-Cosworth      | 34    | Vžig              | 2      |
| Ods | 6  | Emerson Fittipaldi | Team Lotus Ltd                           | Lotus-Pratt & Whitney | 34    | Zadnje vzmetenje  | 7      |
| Ods | 12 | Ronnie Peterson    | Frank Williams Racing Cars               | March-Cosworth        | 14    | Zavore            | 15     |
| Ods | 15 | Mike Beuttler      | Clarke-Mordaunt-Guthrie-Durlacher Racing | March-Cosworth        | 8     | Dovod goriva      | 13     |
| Ods | 8  | Tony Trimmer       | Team Lotus Ltd                           | Lotus-Cosworth        | 5     | Črpalka za gorivo | 14     |